# K-9 Mail

Vorig logo

K-9 Mail is een gratis opensource-e-mailclient voor Android. Het is ontworpen als alternatief voor de standaard e-mailprogramma's die bij Android worden geleverd; het ondersteunt zowel POP3- als IMAP-protocollen en ondersteunt IMAP IDLE voor realtime meldingen.
Op 13 juni 2022 werd aangekondigd dat K-9 Mail was overgenomen door MZLA Technologies Corporation, een dochteronderneming van de Mozilla Foundation. De beheerder Christian Ketterer voegt zich bij het team. Er zijn plannen om K-9 Mail om te dopen tot 'Thunderbird voor Android' na voltooiing van een stappenplan, inclusief synchronisatie met Thunderbird op pc, integratie van Thunderbirds geautomatiseerde accountconfiguratiesysteem, berichtfiltering en verbeteringen aan mappen.

## Functies
- Werkt met IMAP, POP3
- Mapsynchronisatie
- Versleuteling met OpenKeychain-ondersteuning
- Handtekeningen
- Opslag op SD-kaart